# Bontepels

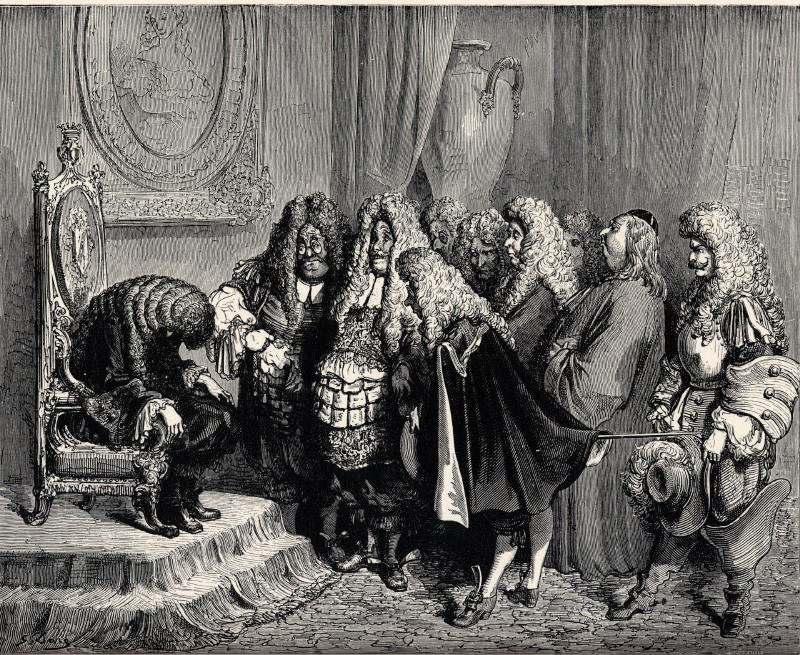
Het sprookje Peau d'âne van Charles Perrault is verwant met Bontepels; de koning is erg verdrietig na het overlijden van zijn vrouw

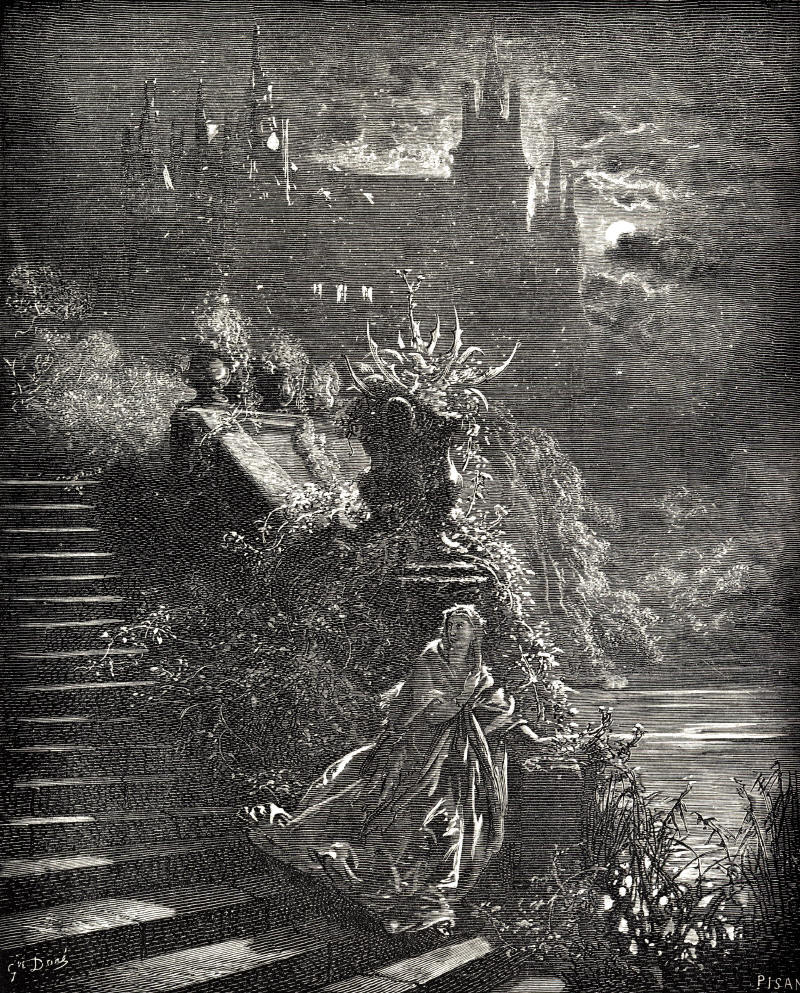
Ook in Peau d'âne vlucht de dochter voor haar vader

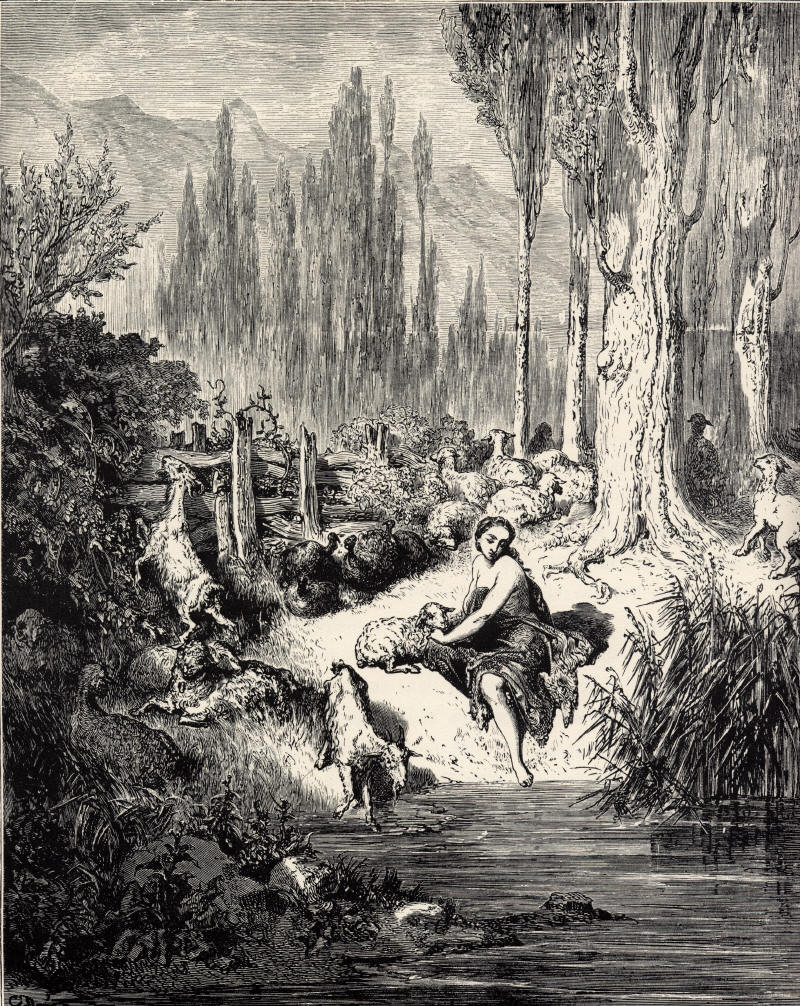
Peau d'âne; het meisje in het bos

Bontepels is een sprookje uit Kinder- und Hausmärchen, de verzameling van de gebroeders Grimm, met als nummer KHM65. De oorspronkelijke naam is Allerleirauh.

## Het verhaal
Er was eens een goede koning. Hij had de mooiste vrouw van de wereld, met gouden haren en een stralend, vriendelijk gezicht. Ze kregen een kindje, maar de koningin werd steeds zieker. Op het sterfbed vroeg ze de koning, wenend, te beloven toch een vrouw te nemen, maar ze moest zo mooi zijn als zij. De koningin bedoelde het goed, haar dochter zou dan tenminste opgroeien met een moeder. En natuurlijk wilde de koning zijn vrouw, van wie hij zielsveel hield, dit beloven. De raadslieden gingen een tijdlang op zoek naar een nieuwe koningin die net zo mooi was als de gestorvene. Op de hele wereld vonden ze spijtig genoeg niet één vrouw voor wie de oude koningin moest onderdoen. De koning had een dochter met net zulke mooie gouden haren als haar moeder. Omdat hij veel verdriet had en een nieuwe vrouw zocht, zag hij haar niet veel. Op een dag kwam hij haar tegen in de rozentuin en raakte aan de praat met haar. Nooit was hij zo dicht bij zijn eigen dochter geweest, die ondertussen een jonge vrouw was. Ze leek op haar moeder en natuurlijk ook nog eens op de koning zelf. De koning werd verliefd op haar. Hij wilde met haar trouwen, maar de raadslieden schrokken en zeiden dat God dit verboden heeft. De koning trok 't zich niet aan. Maar ook de dochter was van streek en wilde haar vader niet kwetsen.
Gelukkig had ze nog haar beschermfee, die vertelde dat haar vader om haar te huwen drie mantels zou moeten maken. De drie gewaden waren echter bijna onmogelijk te maken: De eerste zo schitterend als de sterren. Daar slaagde de koning toch in.
Angstig beval zijn dochter er een te maken die zo glansde als de maan. Weer liet de koning, gek van verliefdheid, alle bediendes werken om dit kleed te ontwerpen. Het lukte. Wanneer het meisje het gewaad aanraakte voelde ze een zachtheid als nooit tevoren. De stof was enorm licht, maar zag eruit als parelmoer. In alle staten vroeg ze naar een mantel die zo scheen als de zon en net zo mooi en warm was. Haar beschermfee dacht dat dit nooit zou lukken, maar 3 dagen later presenteerden de meiden een prachtig kleed. De prinses moest haar ogen tot spleetjes knijpen om naar de fonkelende jurk te kunnen kijken!
Wanhopig ging 't meisje weer naar de fee. Die kwam op een idee: De koning had een ezel waar hij heel veel van hield. Het dier at uit een gouden schotel bezet met diamanten en dronk uit een kristallen fontein. De koning had hem al sinds hij klein was en het beestje had hem al zo vaak gered en geholpen in de oorlog. Nu zou de koning zijn lieveling moeten doden zodat zijn dochter een mantel van de pels kon dragen. De koning twijfelt. Toch laat hij zijn trouwe viervoeter slachten om er een stoffige mantel van te maken.
Toen de koning aankondigde dat hij haar zou trouwen besloot zijn dochter te vluchten. De fee gaf het arme kind een gouden ring, een gouden spinnewieltje en een gouden haspeltje mee. De goede fee zei: "Wanneer je iets moet maken of doen, wanneer je succes wilt, neem dan een van deze spullen. Ga nu, maar pas op, mijn kind!" Ze tovert de drie gewaden in een notendop en laat het meisje de mantel aantrekken van ezelsbont, waardoor het meisje er als een boerenmeid uitzag. Ook liet ze haar haar gezicht en handen insmeren met roet. De prinses verliet het paleis en kwam in een groot bos terecht, waar ze in een holle boom in slaap viel. Een andere koning, van het aangrenzend gebied, ging op jacht en zijn honden merkten het meisje op. De koning kreeg te horen van de jagers dat er een dier lag, zoals zij nog nooit hadden gezien. Het leek op een ezel, maar dan slanker en kleiner. Het 'dier' sliep en bewoog zich als een mens. De nieuwsgierige en jonge koning wilde het dier (levend) vangen en de jagers noemden haar Ezels- of Bontepels. Ze vonden haar maar vies en raar. De prinses wilde niet worden ontmaskerd en hielp in de keuken. Ze zei bijna geen woord. Het hulpeloze schepsel moest de as opvegen in de keuken en ander vuil werk doen, in ruil kon ze slapen in een hokje zonder daglicht en kreeg ze wat restjes voedsel. De keuken was van een herberg, nabij het paleis en elke ochtend bracht de herberg soep naar het paleis. De prinses deed wat haar gevraagd werd, bang om ontdekt te worden, maar was erg ongelukkig. Wanneer het meisje huilde, vielen haar tranen in de wondjes en striemen van het harde werk, maar Bontepels klaagde niet.
Op een dag werd er een bal gegeven en Bontepels vroeg de kok of ze even kijken mocht. Met haar olielampje ging ze naar het hokje, waste het roet van haar gezicht en handen en trok de mantel uit. Haar schoonheid kwam weer tevoorschijn. Ze maakte de noot open en trok het sterrengewaad aan. Toen ze boven kwam, dacht iedereen dat ze een koningsdochter was. Ezelspels voelde zich weer net als vroeger. De koning danste met haar en had nog nooit zo'n mooi meisje gezien. Het bleek dat deze jonge heer grappig en vriendelijk was. Maar toen de dans voorbij was, ging ze weer weg en niemand wist waarheen.
De koning wilde het kind natuurlijk weerzien en zocht. De schildwachten hadden haar ook niet gezien, Bontepels had haar mantel weer aangedaan en was weer net zo zwart en ijverig. De kok wilde dat ze de broodsoep klaarmaakte, voordat ze de as opveegde. Ze had echter nog nooit soep gemaakt dus nam ze haar gouden ring zodat die haar geluk kon brengen. De koning vond de gouden ring en vroeg de kok wie de soep had gemaakt. De kok antwoordde dat hij dit had gedaan. De koning geloofde dit niet, de soep was zoveel lekkerder dan normaal en de kok bekende dat het pelsdiertje de soep had gekookt. Bontepels moest bij de koning komen en ze vertelde dat ze geen vader en moeder meer had. Ze zei dat ze nergens goed voor was en dat ze niets wist over een gouden ring. Ze voelde zich vreselijk schuldig tegenover haar vader.
Toen het feest verderging, hoopte Bontepels opnieuw te mogen kijken. Ditmaal trok ze het zilveren maangewaad aan en danste opnieuw met de koning. Na de dans verdween ze weer en verkleedde zich opnieuw als pelsdiertje. Ze nam het gouden spinnewieltje en maakte opnieuw broodsoep. De koning vond het spinnewieltje en liet Bontepels opnieuw bij zich brengen. Ze verklaarde dat ze niets wist van een spinnewiel en alleen verdiende om laarzen tegen haar hoofd te krijgen. Op het derde feest wilde Bontepels weer gaan, maar de kok zei dat ze een heks was, omdat ze de soep zo lekker kan maken: "Tot hiervoor maakte ik de beste soep! As vegen is veel te goed voor een ding als jij! Vanaf nu zijn dat soort klussen het enige wat je doet! Begrepen?" Het meisje beloofde nooit meer aan de soep te komen. En na deze belofte liet hij haar toch gaan. Bontepels was zo blij dat ze het zongewaad aantrok. De koning danste met haar en stiekem schoof hij de ring voorzichtig om haar vinger. Hij wilde haar vasthouden, maar ze rukte zich los en rende weg. Omdat ze meer dan een half uur was weggebleven, kon ze het zonnegewaad niet meer uittrekken. Ze gooide de bontmantel eroverheen en maakte zich haastig zwart. Zoals afgesproken maakte de kok de soep maar het meisje bracht de soep naar de koning en liet het gouden haspeltje per ongeluk in de schaal vallen. De koning zag Bontepels aanstrompelen, wat hij al gewend was van het verlegen kind. Toen ontdekte hij de vinger met de ring. Hij streelde haar hand en zag een straal onder de mantel. Die liet hij van het meisje glijden. De meid kon zich niet meer verbergen, ze veegde het roet en de as van zich af en ze was adembenemend mooi. De koning vroeg haar ten huwelijk en ze leefden nog lang en gelukkig. Zelfs de kok was blij. De koning en zijn kersverse verloofde gaven alle bedienden opslag, want Ezelspels wist wat het leven van de laagste meiden inhield.
Toch had Bontepels heimwee. Ze miste het paleis. Ze miste de rozen en vlaktes, ze miste zelfs haar vervreemde vader. Ze liet een aantal jagers naar het buurland gaan. De ongelukkige koning was nog steeds op zoek naar een vrouw. Bontepels voelde zich schuldig. Schuldig om de ezel, schuldig voor haar vader. Ze bad en hoopte dat haar vader een vrouw vond. Ten slotte verzamelde ze al haar moed en ging samen met haar toekomstige echtgenoot naar haar oude thuis. Bontepels was bang haar vader onder ogen te komen, maar vader was niet boos en begroette haar hartelijk. "Dat je me niet huwt is geen probleem, ik zie in dat ik fout was. Jij bent gelukkig en dat is wat telt." De twee koninkrijken waren gelukkig en vormden nu één rijk. De beschermfee van Bontepels wilde nog iets doen voor de streek: ze kon de oude koningin spijtig genoeg niet tot leven laten komen maar ze kon wel helpen zoeken naar een nieuwe vrouw.
Acht maanden later trouwde Bontepels met haar lieve verloofde en haar vader trouwde met een beeldschone vrouw: Koningin Dorina.

## Achtergronden bij het verhaal
- Het sprookje is samengesteld uit twee verhalen, één uit Hessen en één uit Paderborn.
- Het verhaal is verwant aan een sage van de Faeröereilanden. Hierin wil de koning alleen trouwen met iemand wie de kleren van de gestorven koningin passen. Ook is het verwant aan Peau d'âne van Charles Perrault en aan Assepoester (KHM21).
- De drie ragfijne gewaden worden in verband gebracht met de geschenken die het meisje in de soep stopt, het zonnegewaad met de gouden ring, het maangewaad met het spinnewiel en het sterrengewaad met de haspel. Denk ook aan de drie nornen uit de Noordse mythologie, die de levensdraad beheren. Ze staan voor de triade en de Schikgodinnen uit de Griekse mythologie; meisje, dame en oude vrouw (verlangen, hebben, verliezen of geboorte, leven en dood) en worden in sprookjes veelal met schijngestalten (van de maan) aangeduid. Zie ook De zingende springende leeuwerik (KHM88).
- De zon staat voor het mannelijke (rationele), de maan voor het vrouwelijke (intuïtieve).
- In Het kind van Maria (KHM3) en IJzeren Hans (KHM136) komt een vergulde vinger voor. Dit kan voor een zwangerschap staan, in het kind van Maria probeert het meisje de vinger nog schoon te poetsen. Dit kan staan voor liegen, denk ook aan iemand een poets bakken. Bontepels vergeet één vinger zwart te maken, en de prins ziet dat het om het beeldschone meisje gaat.
- Assepoester (KHM21) moet ook de as opvegen in de keuken en gaat ook driemaal naar het bal, waarna ze haar glazen muiltje verliest en hiermee gevonden kan worden. Bontepels kan haar sterrengewaad niet meer uittrekken na haar derde dans en de koning herkent haar hier aan, zodra hij haar mantel uittrekt.
- Wonen in een holle boom komt ook voor in Het kind van Maria (KHM3), Broertje en zusje (KHM11) en De oude vrouw in het bos (KHM123). Bomen komen vaak voor in sprookjes, vaak wonen mythologische wezens in (holle) bomen (zie ook boomheiligdom) of andere planten.
- Ook in De zeven raven (KHM25) en De raaf (KHM93) wordt een ring in een schaal of kelk gegooid, dit komt in meerdere sprookjes en volksverhalen voor.
- Vingers spelen in sprookjes vaak een symbolische rol, zie ook vingersprookje.
- In het sprookje wordt incest besproken.
- Een olielamp komt voor in vele sprookjes, ook in bijvoorbeeld Duizend-en-één-nacht.
- De moeder die sterft, komt ook voor in De drie mannetjes in het bos (KHM13), Assepoester (KHM21), Van de wachtelboom (KHM47), Sneeuwwitje (KHM53), en Het klosje, de schietspoel en de naald (KHM188).
- Schaapsvel, een sprookje uit Vlaams Brabant, heeft veel overeenkomsten.
- Jim Henson bewerkte het sprookje voor The Storyteller. De vader wil opnieuw trouwen, maar de oudste zussen zien een stiefmoeder niet zitten. Hier moet de jongste dochter trouwen met de vader, door toedoen van een ring en de twee oudste zussen. Sapsorrow krijgt hulp van de dieren en laat drie jurken maken voor het huwelijk kan plaatsvinden. Sapsorrow vlucht met slordige haren in een kleed van veren en vacht, gemaakt door de dieren. Ze werkt in de keuken en ontmoet de prins, ze vertelt dat zij geen ganzen eet omdat ze van de dieren houdt. 's Avonds gaat ze in een schitterende jurk naar het bal en danst met de prins, hij vindt haar prachtig maar ze verdwijnt. Als werkster ziet de prins haar niet staan, maar de tweede avond op het bal dansen ze opnieuw. De werkster vraagt aan de prins of hij alleen van de mooie vrouw houdt om haar jurken, maar hij vertelt dat dit niet zo is. Zij vraagt hem advies om een goede man te vinden. De derde avond verschijnt de mooie vrouw pas na het feest en ze danst met de prins. Het meisje gaat weg en verliest een muiltje en de prins laat vrouwen komen om het muiltje te passen. Het muiltje past niemand, ook de oudere zussen niet. Dan komt de vuile werkster en zij past het muiltje wel. Zodra de prins in het huwelijk toestemt, komen de dieren en halen het kleed van haar af en haar ware schoonheid is te zien.
- Ook in een verhaal over Rübezahl kan een meisje haar huwelijk uitstellen en uiteindelijk ontvluchten aan haar ontvoerder.
- Ook Sif heeft gouden haren.